# 関東大学サッカーリーグ Norte
関東大学サッカーリーグNorte（かんとうだいがくサッカーリーグ ノルテ）は、群馬県、栃木県、茨城県及び埼玉県の4県のサッカー協会所属大学サッカー部によるリーグ戦である。

## 概要
2021年まで、群馬・栃木・茨城の北関東3県の大学サッカー部は北関東大学サッカー連盟を結成してリーグ戦（北関東大学サッカーリーグ戦）を行い、埼玉県の大学サッカー部は埼玉県大学サッカー連盟（公益財団法人埼玉県サッカー協会第1種委員会大学連盟）を組織してリーグ戦（埼玉県大学サッカーリーグ）を戦ってきたが、2022年シーズンから両リーグを統合して実施されるのが「関東大学サッカーリーグ Norte」である。「Norte」は北を意味するスペイン語。
リーグのカテゴリーとしては従前の北関東大学リーグ戦・埼玉県大学サッカーリーグと同じく、関東大学サッカーリーグ戦の下位リーグ、東京都大学サッカーリーグ及び神奈川県大学サッカーリーグと同列に位置づけられ、1部の上位2校が関東大学サッカー大会に出場、関東大学サッカーリーグ戦参入を目指すことになる。なお、関東大学サッカートーナメント大会（総理大臣杯関東予選）参加チームについては、従来どおり北関東代表・埼玉県代表を別途選出することになっている。
初年度となる2022年度は、北関東大学リーグから10校、埼玉県大学リーグから9校の計19校が参加し、2021年度の成績に基づいて2部制で実施された。

## 所属校（2025年度）

### 1部
- 平成国際大学（埼玉）
- 尚美学園大学（埼玉）
- 上武大学（群馬）
- 駿河台大学（埼玉）
- 埼玉工業大学（埼玉）
- 足利大学（栃木）
- 白鷗大学（栃木）
- 埼玉大学（埼玉）
- 文教大学（埼玉）
- 常磐大学（茨城）

### 2部
- 獨協大学（埼玉）
- 東洋大学川越（埼玉）
- 日本ウェルネススポーツ大学（茨城）
- 育英大学（群馬）
- 宇都宮大学（栃木）
- 日本薬科大学（埼玉）
- 群馬大学（群馬）
- 茨城大学（茨城）
- 高崎経済大学（群馬）
- 西武文理大学（埼玉）

## 歴代成績
出典：

### 1部
| 回 | 年度 | 優勝   | 2位    | 3位      | 4位    | 5位    | 6位        | 7位    | 8位    | 9位    | 10位       |
| -- | ---- | ------ | ------ | -------- | ------ | ------ | ---------- | ------ | ------ | ------ | ---------- |
| 1  | 2022 | 作新大 | 共栄大 | 平国大   | 上武大 | 獨協大 | 尚美大     | 埼工大 | 足利大 | 常磐大 | 白鷗大     |
| 2  | 2023 | 上武大 | 尚美大 | 駿河台大 | 埼工大 | 獨協大 | 東洋大川越 | 埼玉大 | 常磐大 | 足利大 | 白鷗大     |
| 3  | 2024 | 尚美大 | 上武大 | 駿河台大 | 埼工大 | 白鷗大 | 埼玉大     | 足利大 | 文教大 | 獨協大 | 東洋大川越 |

### 2部
| 回 | 年度 | 優勝     | 2位          | 3位        | 4位    | 5位          | 6位    | 7位  | 8位    | 9位  |
| -- | ---- | -------- | ------------ | ---------- | ------ | ------------ | ------ | ---- | ------ | ---- |
| 1  | 2022 | 駿河台大 | 埼大         | 東洋大川越 | 文教大 | ウェルネス大 | 高経大 | 茨大 | 宇大   | 群大 |
| 2  | 2023 | 文教大   | ウェルネス大 | 宇大       | 文教大 | 高経大       | 高経大 | 茨大 | 群大   |      |
| 3  | 2024 | 常磐大   | ウェルネス大 | 育英大     | 群大   | 宇大         | 日薬大 | 茨大 | 高経大 |      |